# Nepenthes spathulata
Nepenthes spathulata är en tvåhjärtbladig växtart som beskrevs av Benedictus Hubertus Danser. Nepenthes spathulata ingår i släktet Nepenthes och familjen Nepenthaceae. Inga underarter finns listade i Catalogue of Life.

## Bilder

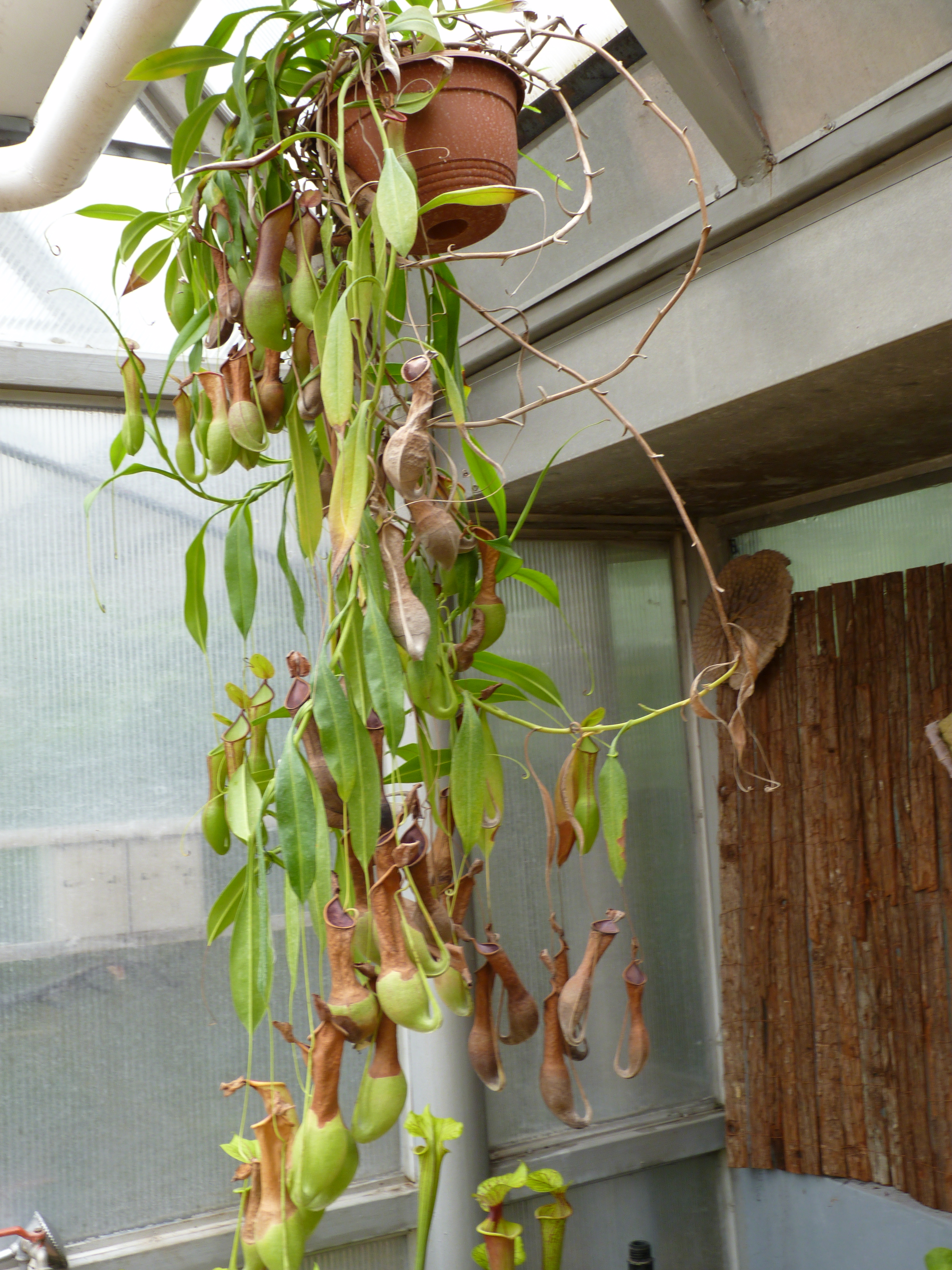
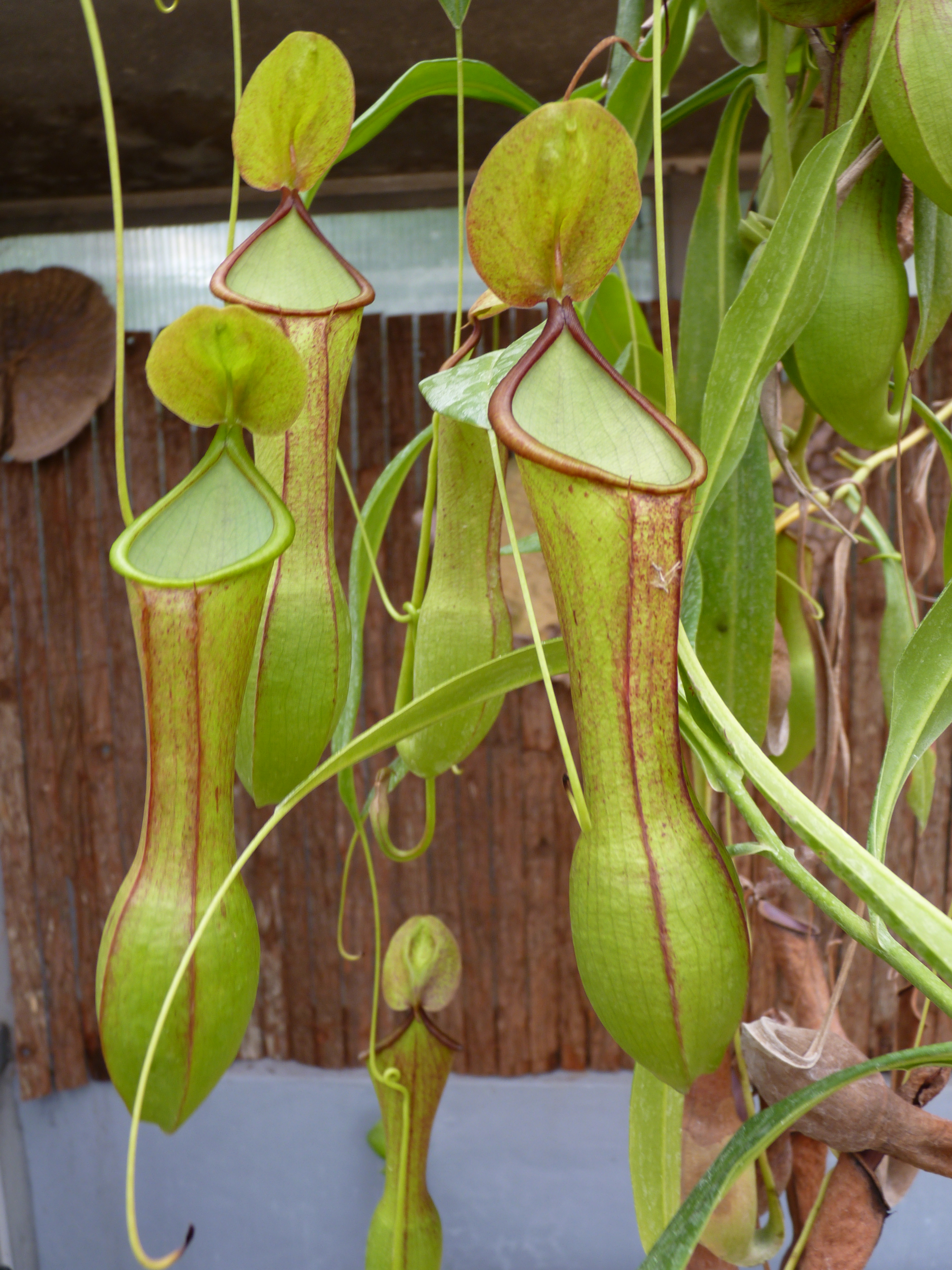
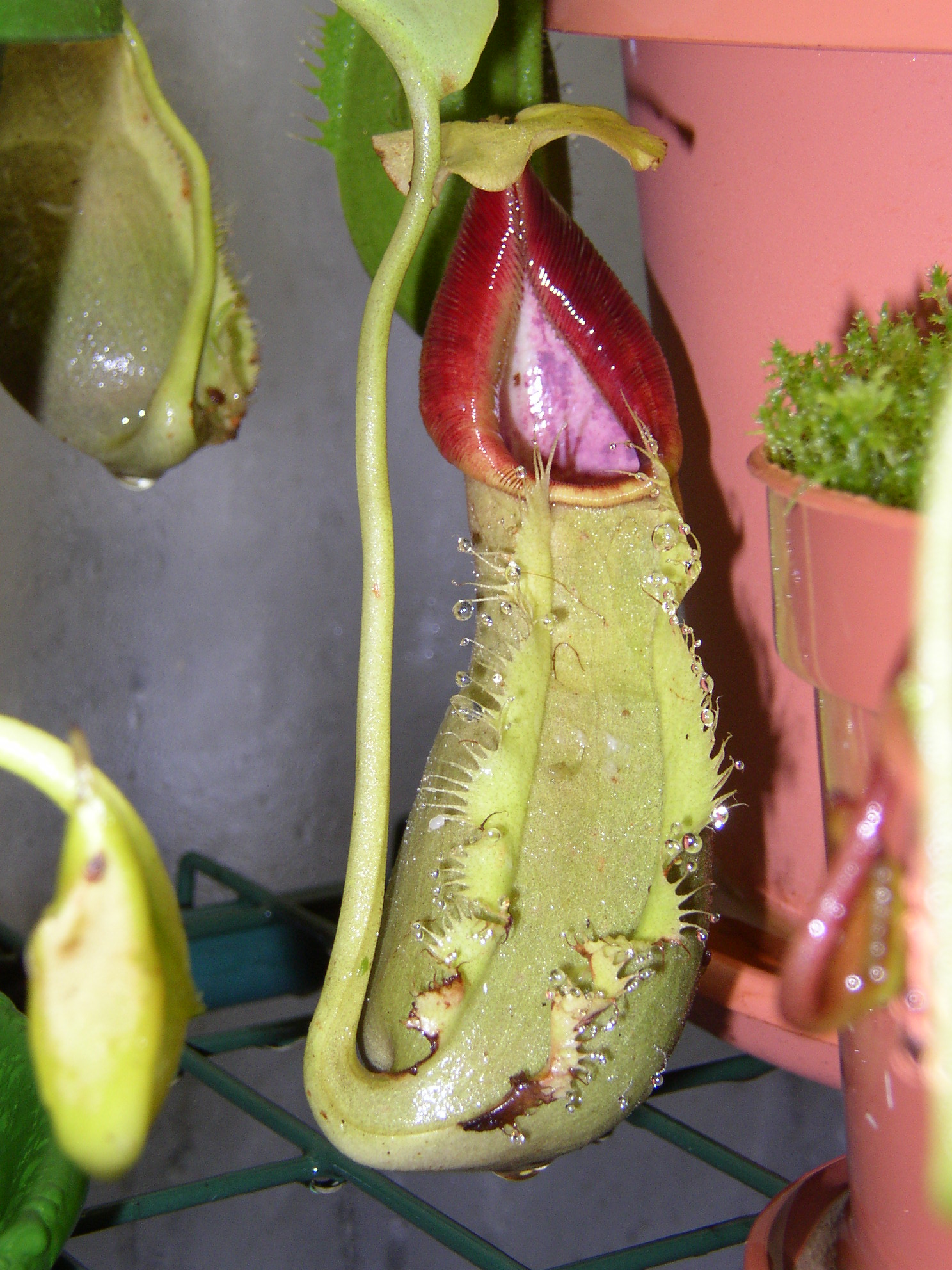
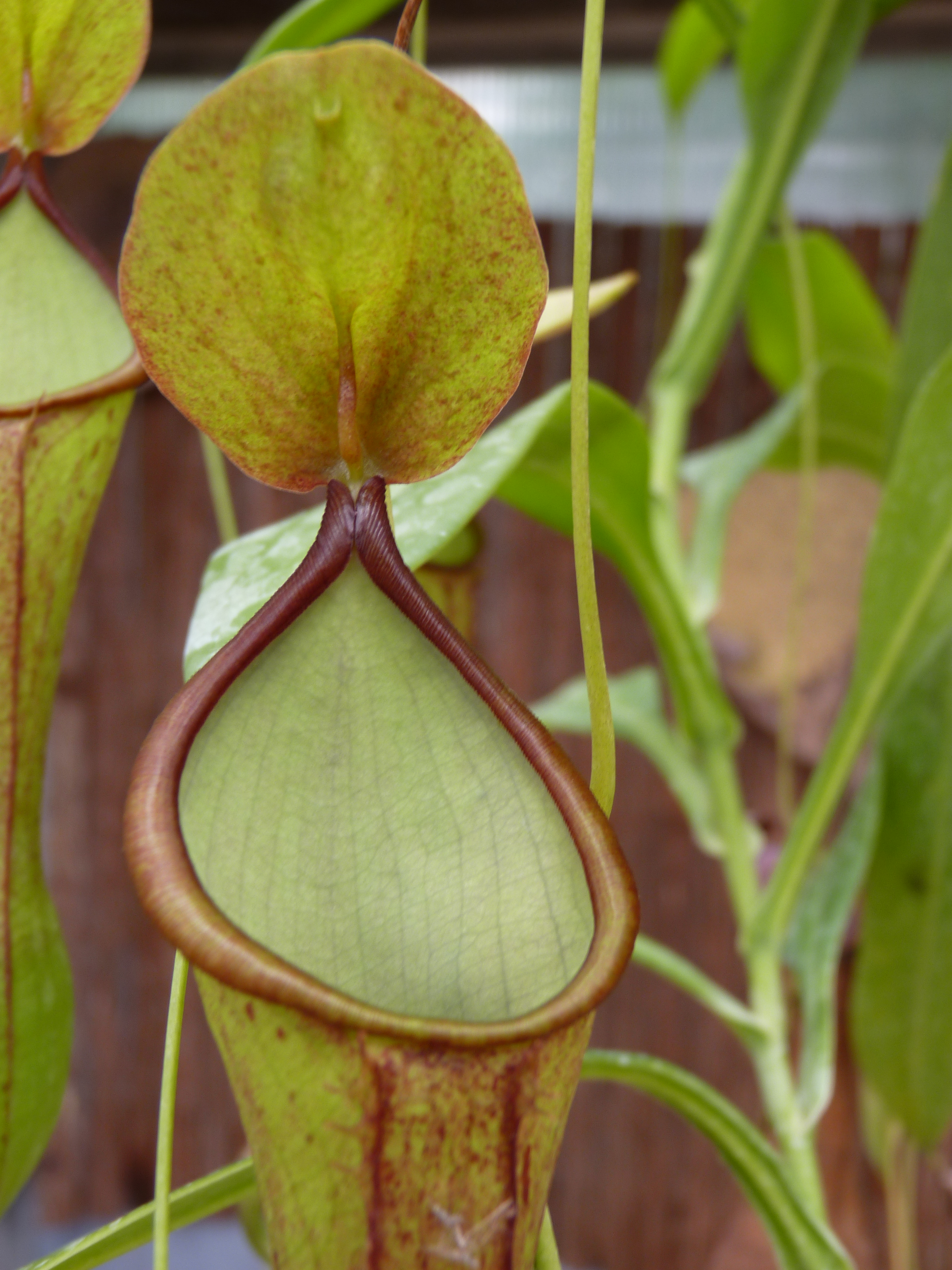
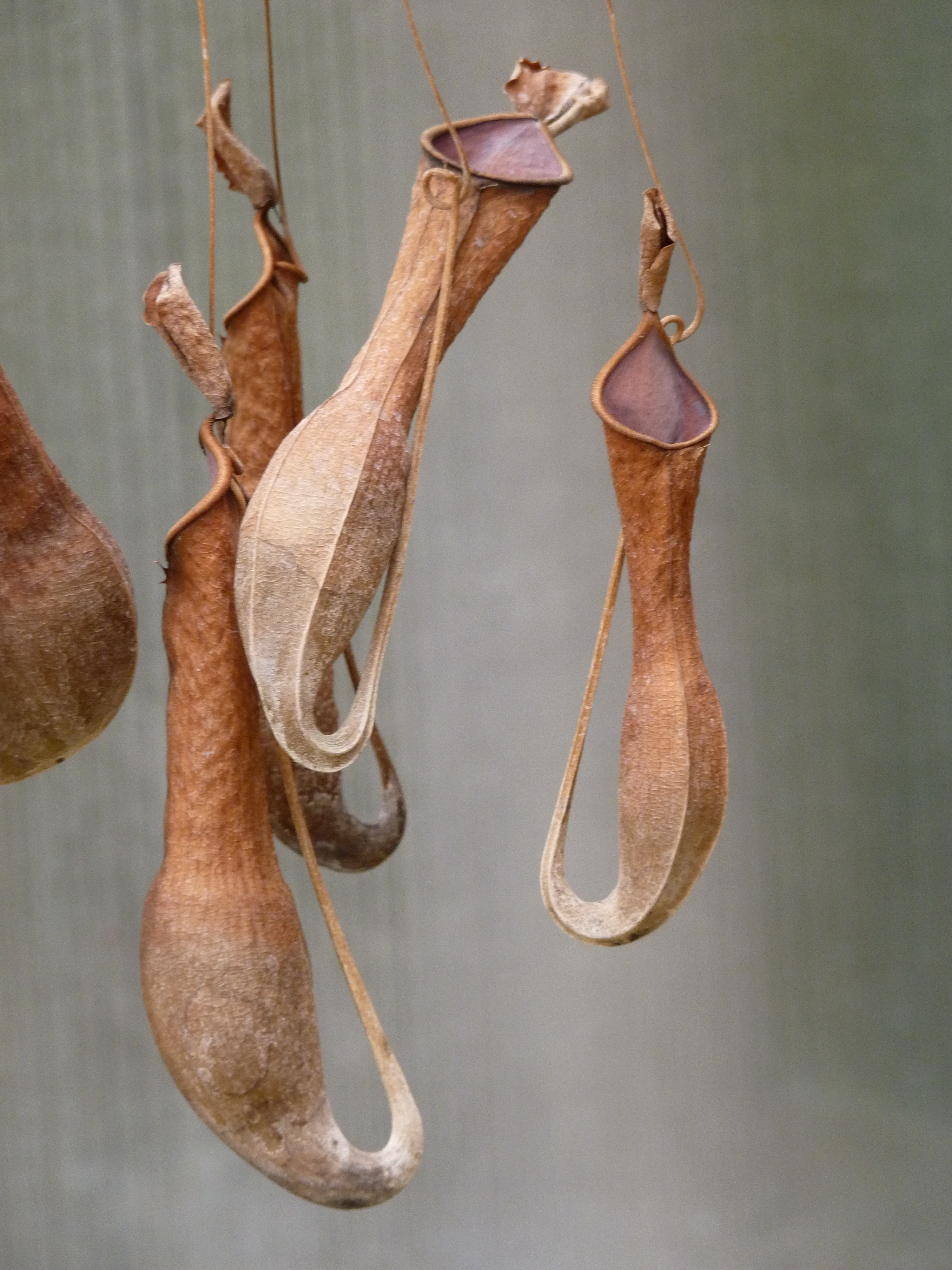
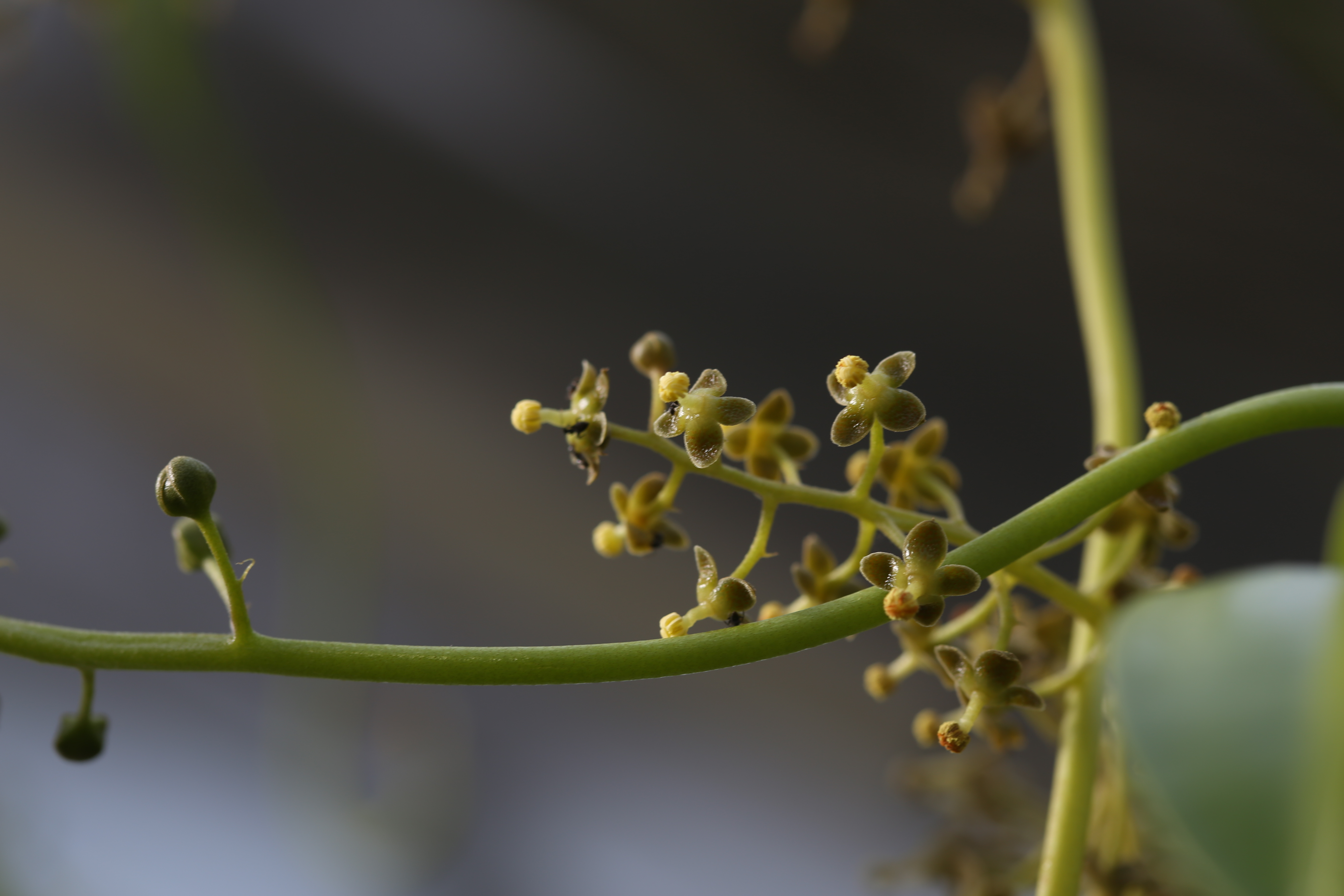